# Oscar Fritz Schuh
Oscar Fritz Schuh (* 15. Januar 1904 in München; † 22. Oktober 1984 in Großgmain bei Salzburg) war ein deutscher Dramaturg, Regisseur und Intendant.

## Ausbildung und erstes Engagement
Schuh wurde als Sohn eines Tierarztes geboren. Schon während des Besuchs des humanistischen Theresien-Gymnasiums München erhielt er, dank erlogener Altersangabe, einen Theaterkorrespondentenvertrag mit der Berliner Zeitschrift Der Fechter und schrieb zudem theatergeschichtliche Aufsätze und Kritiken für weitere Zeitschriften. Nachdem er im Alter von 17 Jahren das Abitur abgelegt hatte, nahm Schuh ein Studium der Kunstgeschichte und Philosophie an der auf Universität München auf und erhielt zwei Jahre später sein erstes Engagement an der Bayerischen Landesbühne in Augsburg.

## Beruf
Schuh präsentierte mit seiner Inszenierung von Gerhart Hauptmanns Hanneles Himmelfahrt sein Regiedebüt. Danach folgten Engagements in Oldenburg, Osnabrück, Darmstadt, Theater Gera (bei Walter Bruno Iltz) und Prag, ehe er 1931 von Albert Ruch als Regisseur und Dramaturg an die Hamburgische Staatsoper berufen wurde, wo der Grundstein seiner Zusammenarbeit mit dem Bühnenbildner Caspar Neher gelegt wurde. Als Ruchs Nachfolger Heinrich Karl Strohm 1940 an die Wiener Staatsoper wechselte, wurde Schuh sein Oberregisseur. In Wien prägte er – bereits in den Kriegsjahren unter der Direktion Karl Böhms, verstärkt in den Nachkriegsjahren gemeinsam mit Caspar Neher und dem Dirigenten Josef Krips – einen neuen Mozart-Stil, nicht mehr verspielt, illusionistisch und outriert, sondern schlicht und auf die psychologischen Konflikte zwischen den Bühnenfiguren konzentriert. Das Wiener Mozart-Ensemble feierte in der Folge auf Gastspielreisen nach Florenz, Nizza, Paris, Brüssel, Amsterdam und London triumphale Erfolge.
Nach weiteren Engagements und Gastspielen, unter anderem am Wiener Burgtheater und bei den Salzburger Festspielen (in Zusammenarbeit mit Karl Böhm), übernahm Schuh 1953 die Direktion des Berliner Theaters am Kurfürstendamm und wandelte sich somit vom Opern- zum Sprechtheaterregisseur. Zudem wandte er sich dem Hörfunk zu und inszenierte für den RIAS im Jahr 1956 Carlo Goldonis Komödie Mirandolina. Nach fünf Jahren in Berlin wechselte Schuh 1959 als Generalintendant der Städtischen Bühnen nach Köln und übernahm schließlich von 1963 bis 1968 als Nachfolger von Gustaf Gründgens die Intendanz des Deutschen Schauspielhauses Hamburg.
Nach seiner Intendanz in Hamburg arbeitete Schuh als freier Regisseur und gründete in den 1970er Jahren das Salzburger Straßentheater, welches er gemeinsam mit seiner Frau, der Bühnenbildnerin und Malerin Ursula Schuh, bis zu seinem Tod erfolgreich leitete.

## Wirkung
Schuh galt als Spezialist für Inszenierungen von Mozart-Opern. Gemeinsam mit dem Bühnenbildner Caspar Neher, sowie den Dirigenten Josef Krips und Karl Böhm, schuf er an der Wiener Staatsoper den so genannten Wiener Mozart-Stil, der keine Ausstattungsoper mehr zuließ, sondern die Psychologie der Figuren hervorheben sollte. Mozarts Così fan tutte bei den Salzburger Festspielen 1953, inszeniert von Schuh, dirigiert von Karl Böhm, galt als neuer Maßstab für alle folgenden Inszenierungen dieser Oper. Die Aufführungen fanden auf einer einfachen Pawlatschenbühne im Residenzhof statt.
Seine Grabstätte befindet sich auf dem Salzburger Kommunalfriedhof.

## Auszeichnungen
Schuh wurde 1956 mit dem Deutschen Kritikerpreis ausgezeichnet, 1964 mit der Mozart-Medaille.

## Schriften
- Salzburger Dramaturgie, SN Verlag (Salzburger Nachrichten), Salzburg 1969
- So war es – war es so? Notizen und Erinnerungen eines Theatermannes. Ullstein, Berlin, Frankfurt und Wien 1980, ISBN 3-550-07490-5